# Bauzemont
Ne doit pas être confondu avec Bazemont.
Bauzemont est une commune française située dans le département de Meurthe-et-Moselle, en région Grand Est.

## Géographie
Le territoire de la commune est limitrophe de ceux de six communes ;
| Valhey            | Bathelémont |           |
| Einville-au-Jard  | Bauzemont   | Hénaménil |
| Raville-sur-Sânon | Crion       |           |

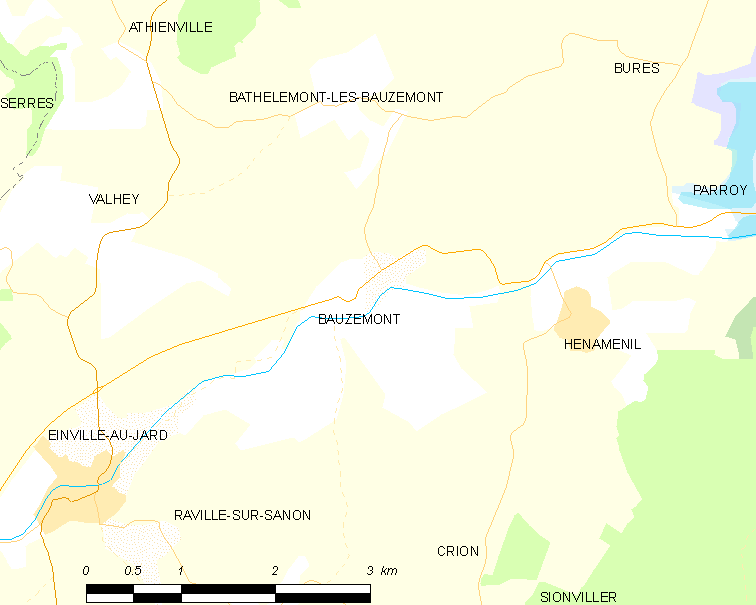
Carte de la commune.
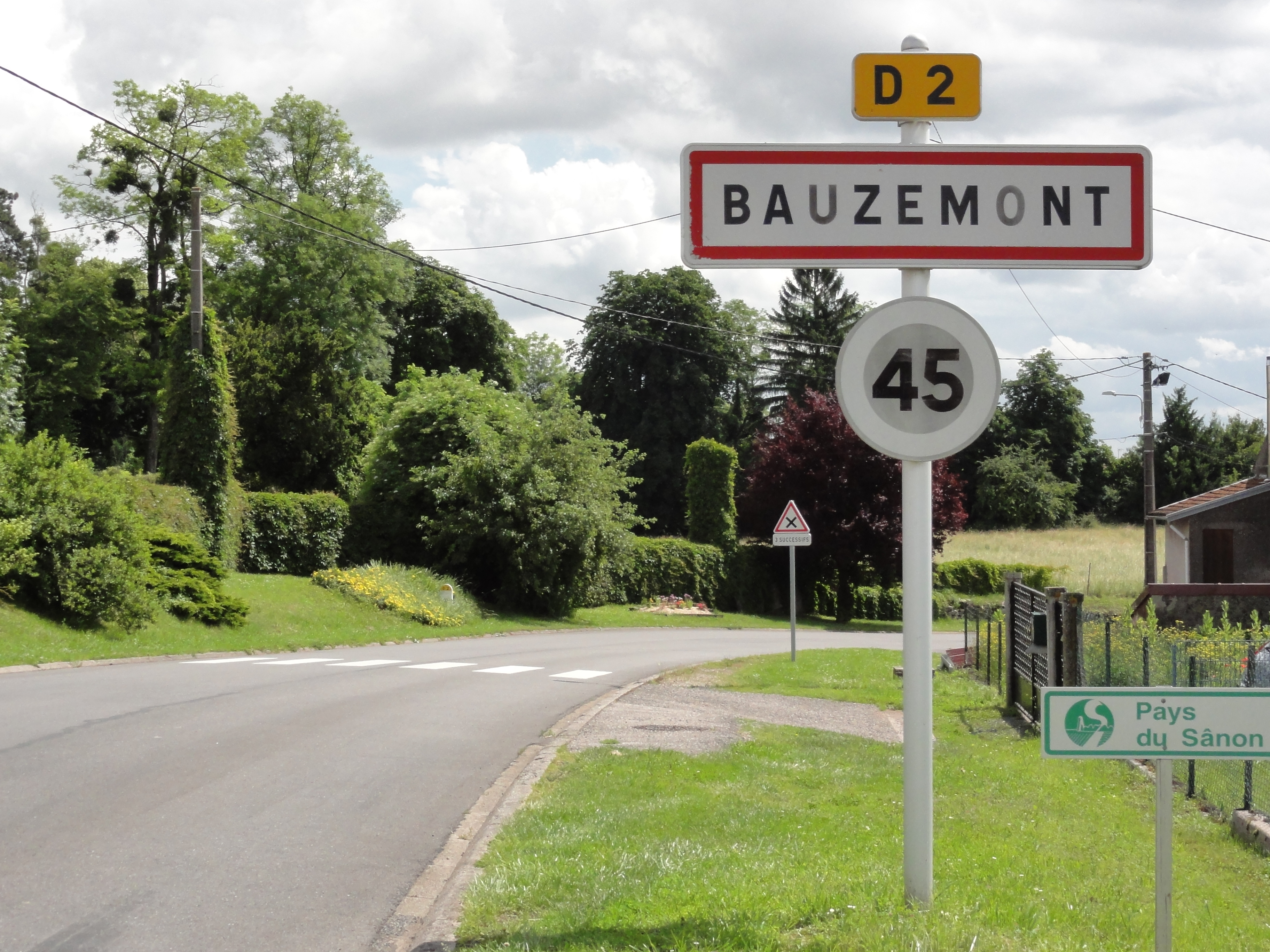
Entrée de Bauzemont.

### Hydrographie
La commune est dans le bassin versant du Rhin au sein du bassin Rhin-Meuse. Elle est drainée par le canal de la Marne au Rhin, le ruisseau de Fossate, le ruisseau de la Venchere, le ruisseau du Goutal et le Sanon,.
Le canal de la Marne au Rhin, long de 293 km et comportant 178 écluses à l'origine, relie la Marne (à Vitry-le-François) au Rhin (à Strasbourg). Par le canal latéral de la Marne, il est connecté au réseau navigable de la Seine vers l'Île-de-France et la Normandie. 

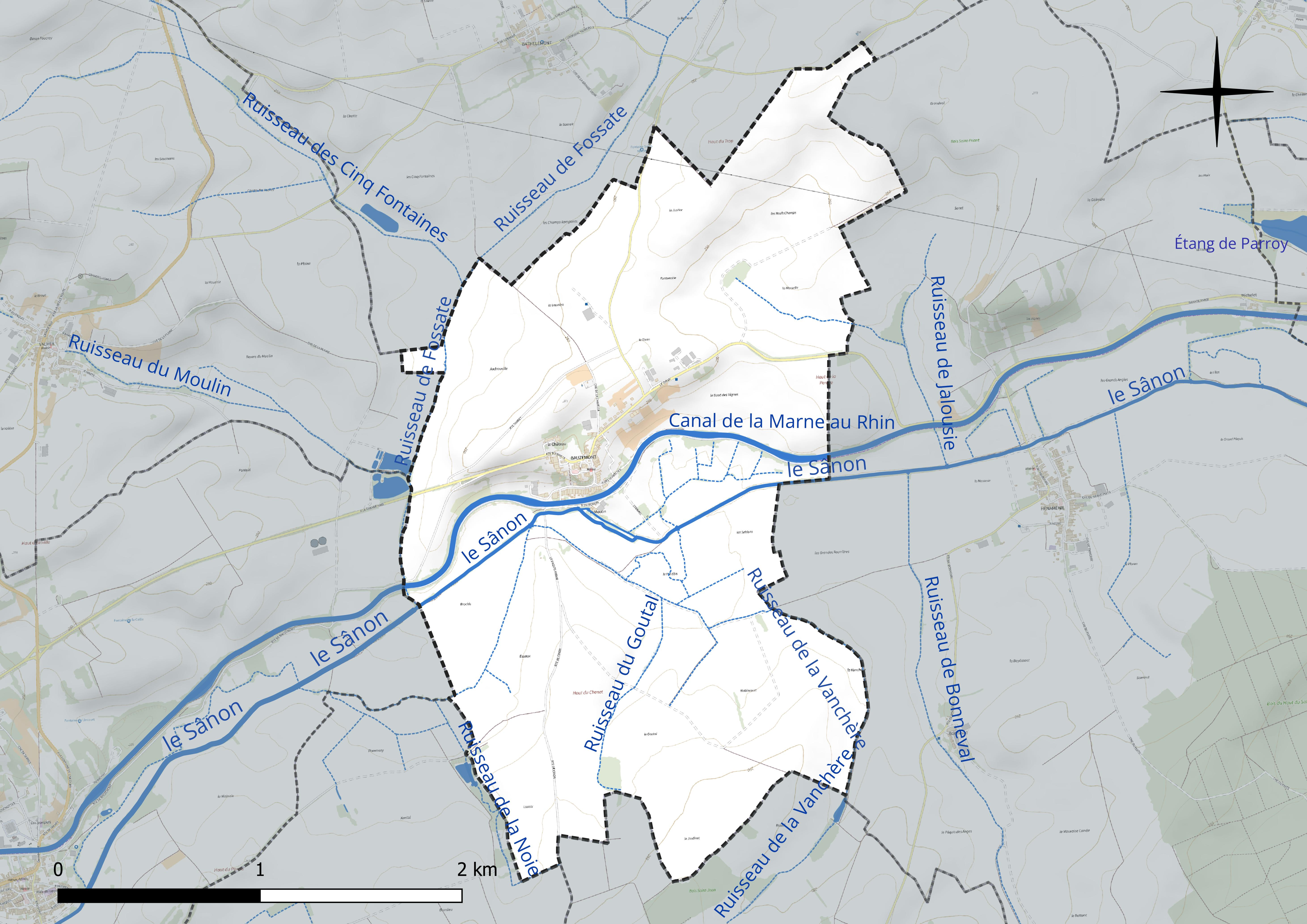
Réseau hydrographique de Bauzemont.

### Climat
Pour des articles plus généraux, voir Climat du Grand Est et Climat de Meurthe-et-Moselle.
En 2010, le climat de la commune est de type climat océanique dégradé des plaines du Centre et du Nord, selon une étude du Centre national de la recherche scientifique s'appuyant sur une série de données couvrant la période 1971-2000. En 2020, Météo-France publie une typologie des climats de la France métropolitaine dans laquelle la commune est exposée à un climat semi-continental et est dans la région climatique  Lorraine, plateau de Langres, Morvan, caractérisée par un hiver rude (1,5 °C), des vents modérés et des brouillards fréquents en automne et hiver. 
Pour la période 1971-2000, la température annuelle moyenne est de 10,1 °C, avec une amplitude thermique annuelle de 17,1 °C. Le cumul annuel moyen de précipitations est de 820 mm, avec 11,2 jours de précipitations en janvier et 9,7 jours en juillet. Pour la période 1991-2020, la température moyenne annuelle observée sur la station météorologique de Météo-France la plus proche, « Nancy-Essey », sur la commune de Tomblaine à 23 km à vol d'oiseau, est de 11,0 °C et le cumul annuel moyen de précipitations est de 746,3 mm. 
La température maximale relevée sur cette station est de 40,1 °C, atteinte le 24 juillet 2019 ; la température minimale est de −24,8 °C, atteinte le 21 février 1956,,. 
Les paramètres climatiques de la commune ont été estimés pour le milieu du siècle (2041-2070) selon différents scénarios d'émission de gaz à effet de serre à partir des nouvelles projections climatiques de référence DRIAS-2020. Ils sont consultables sur un site dédié publié par Météo-France en novembre 2022.

## Urbanisme

### Typologie
Au 1er janvier 2024, Bauzemont est catégorisée commune rurale à habitat dispersé, selon la nouvelle grille communale de densité à sept niveaux définie par l'Insee en 2022.
Elle est située hors unité urbaine. Par ailleurs la commune fait partie de l'aire d'attraction de Nancy, dont elle est une commune de la couronne,. Cette aire, qui regroupe 353 communes, est catégorisée dans les aires de 200 000 à moins de 700 000 habitants,.

### Occupation des sols
L'occupation des sols de la commune, telle qu'elle ressort de la base de données européenne d’occupation biophysique des sols Corine Land Cover (CLC), est marquée par l'importance des territoires agricoles (100 % en 2018), une proportion identique à celle de 1990 (100 %). La répartition détaillée en 2018 est la suivante : terres arables (67,1 %), prairies (29 %), cultures permanentes (3,9 %). L'évolution de l’occupation des sols de la commune et de ses infrastructures peut être observée sur les différentes représentations cartographiques du territoire : la carte de Cassini (XVIIIe siècle), la carte d'état-major (1820-1866) et les cartes ou photos aériennes de l'IGN pour la période actuelle (1950 à aujourd'hui).

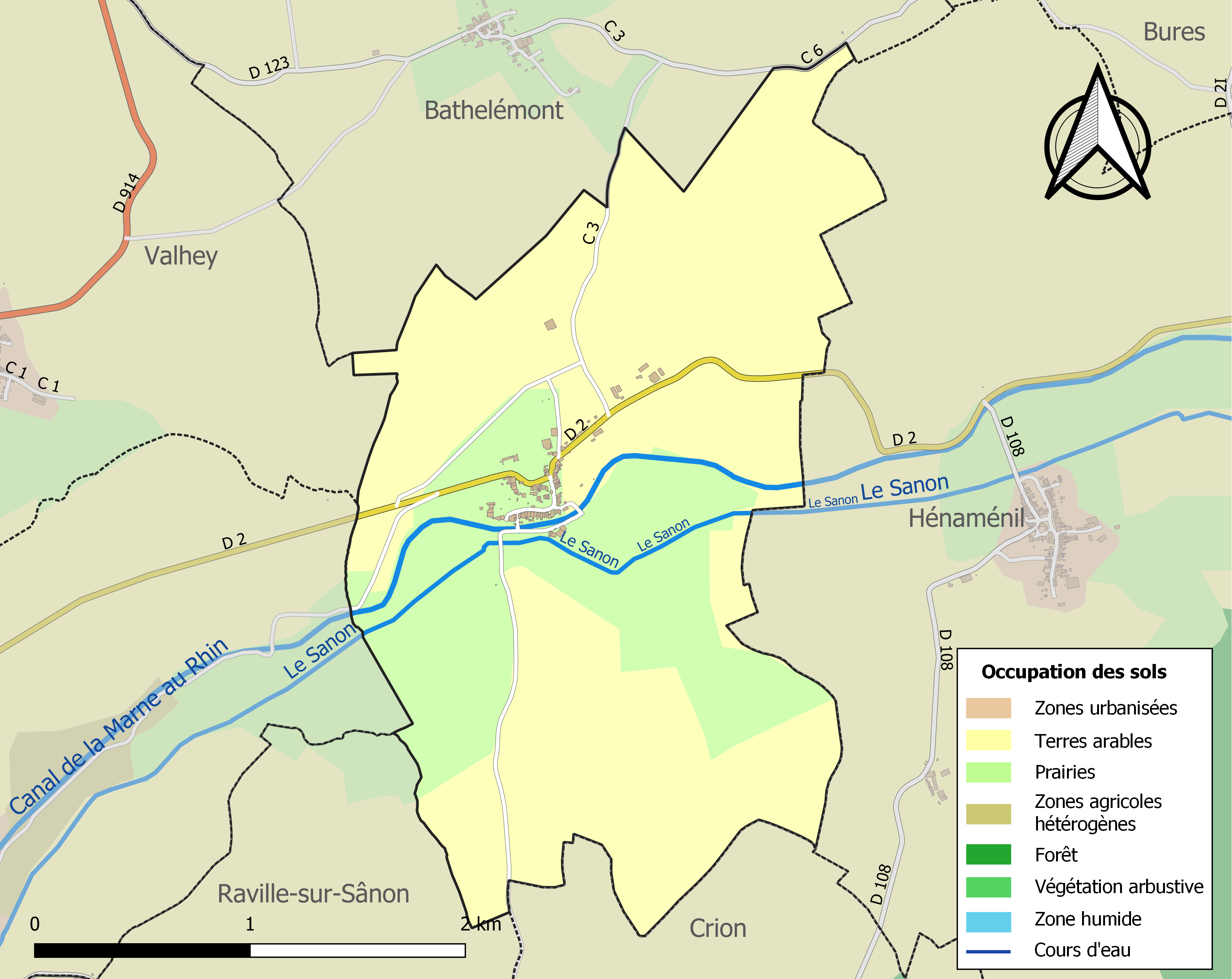
Carte des infrastructures et de l'occupation des sols de la commune en 2018 (CLC).

## Toponymie
Les mentions anciennes de la localité sont : 922-963 Bosonis mons, 1033 Visionis mons ?, 1152 ecclesia Basonis montis, v.1160 Basimons, 1164 W. presbiter de Basemont, 1332 Baudecemont, 1398 Baulsemont, 1600 Baulzemont, 1757 Bauzemont.

## Histoire
Présence romaine.
Le fief de Bauzemont relevait de la châtellenie d'Einville, bailliage de Nancy.

## Politique et administration
| Période                                  | Période  | Identité          | Étiquette | Qualité                                                   |
| ---------------------------------------- | -------- | ----------------- | --------- | --------------------------------------------------------- |
| Les données manquantes sont à compléter. |          |                   |           |                                                           |
| mars 2001                                | mai 2020 | Thierry Lesdalons |           | Agent technique, technicien                               |
| mai 2020                                 | En cours | Alain Loentgen,   |           | Profession intermédiaire de la santé et du travail social |

## Population et société

### Démographie
L'évolution du nombre d'habitants est connue à travers les recensements de la population effectués dans la commune depuis 1793. Pour les communes de moins de 10 000 habitants, une enquête de recensement portant sur toute la population est réalisée tous les cinq ans, les populations de référence des années intermédiaires étant quant à elles estimées par interpolation ou extrapolation. Pour la commune, le premier recensement exhaustif entrant dans le cadre du nouveau dispositif a été réalisé en 2007.

En 2022, la commune comptait 155 habitants, en évolution de +1,97 % par rapport à 2016 (Meurthe-et-Moselle : −0,13 %, France hors Mayotte : +2,11 %).
| 1793 | 1800 | 1806 | 1821 | 1831 | 1836 | 1841 | 1846 | 1851 |
| ---- | ---- | ---- | ---- | ---- | ---- | ---- | ---- | ---- |
| 330  | 382  | 395  | 428  | 426  | 420  | 398  | 399  | 399  |

| 1856 | 1861 | 1872 | 1876 | 1881 | 1886 | 1891 | 1896 | 1901 |
| ---- | ---- | ---- | ---- | ---- | ---- | ---- | ---- | ---- |
| 392  | 404  | 376  | 350  | 354  | 384  | 360  | 363  | 323  |

| 1906 | 1911 | 1921 | 1926 | 1931 | 1936 | 1946 | 1954 | 1962 |
| ---- | ---- | ---- | ---- | ---- | ---- | ---- | ---- | ---- |
| 315  | 288  | 226  | 215  | 212  | 191  | 159  | 151  | 159  |

| 1968 | 1975 | 1982 | 1990 | 1999 | 2006 | 2007 | 2012 | 2017 |
| ---- | ---- | ---- | ---- | ---- | ---- | ---- | ---- | ---- |
| 151  | 144  | 131  | 133  | 129  | 152  | 155  | 147  | 154  |

| 2022 | - | - | - | - | - | - | - | - |
| ---- | - | - | - | - | - | - | - | - |
| 155  | - | - | - | - | - | - | - | - |

## Culture locale et patrimoine

### Lieux et monuments
- Église Saint-Martin de Bauzemont : tour romane remaniée, chevet XVe siècle/XVIe siècle, nef XIXe siècle.
- Monument aux morts.
- Château propriété de la famille de Bauzemont depuis le début du XIIe siècle, brûlé par les Suédois au cours de la guerre de Trente Ans. Reconstruit au début du XVIIIe siècle, le vieux château est détruit en 1813 : deux tours rondes XVIIIe siècle encadrent l'entrée.
- Canal de la Marne au Rhin : écluse.
- Voie verte du canal de la Marne au Rhin.
- Petit patrimoine : ancienne fontaine fleuri.

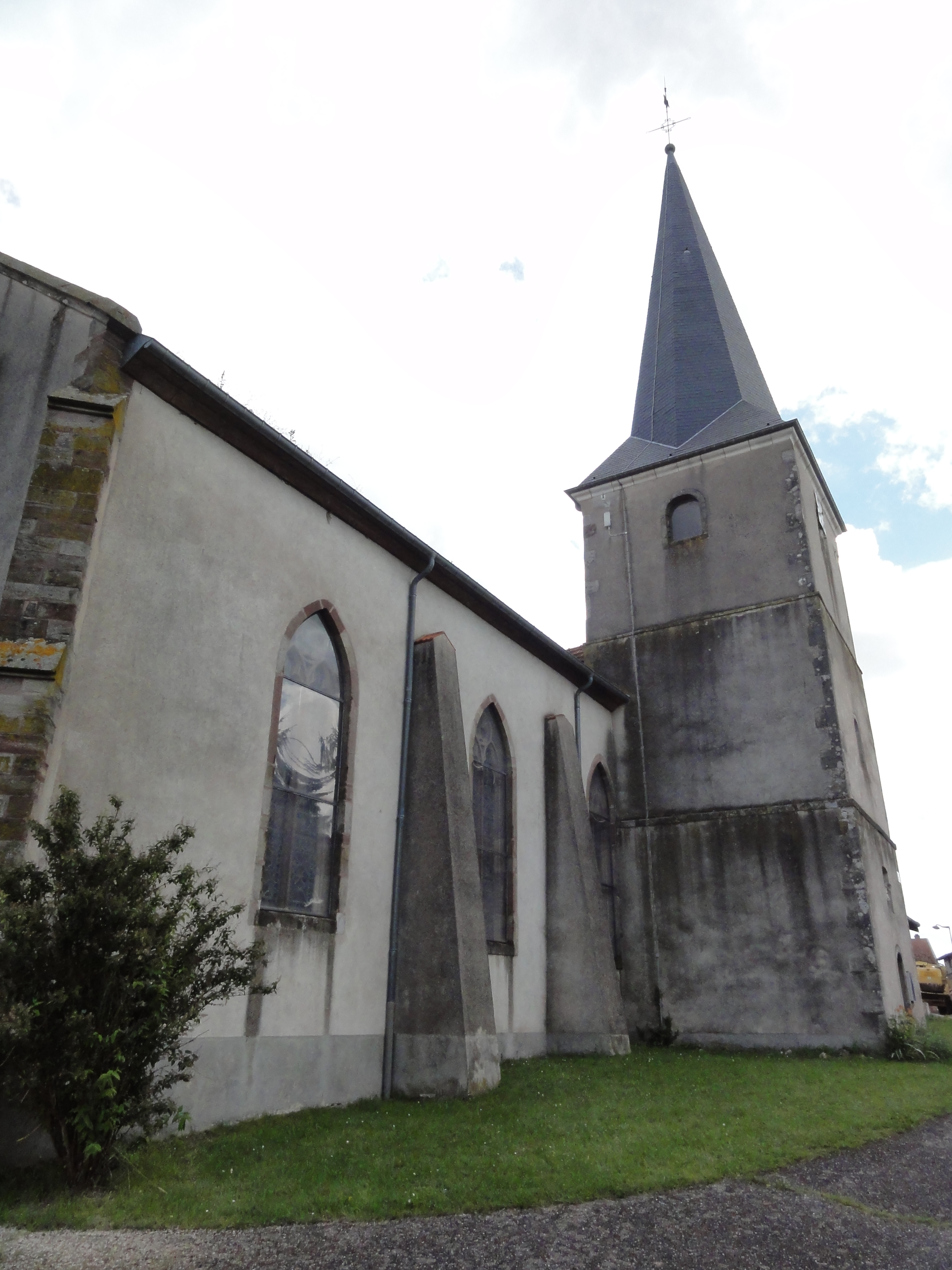
Église Saint-Martin.
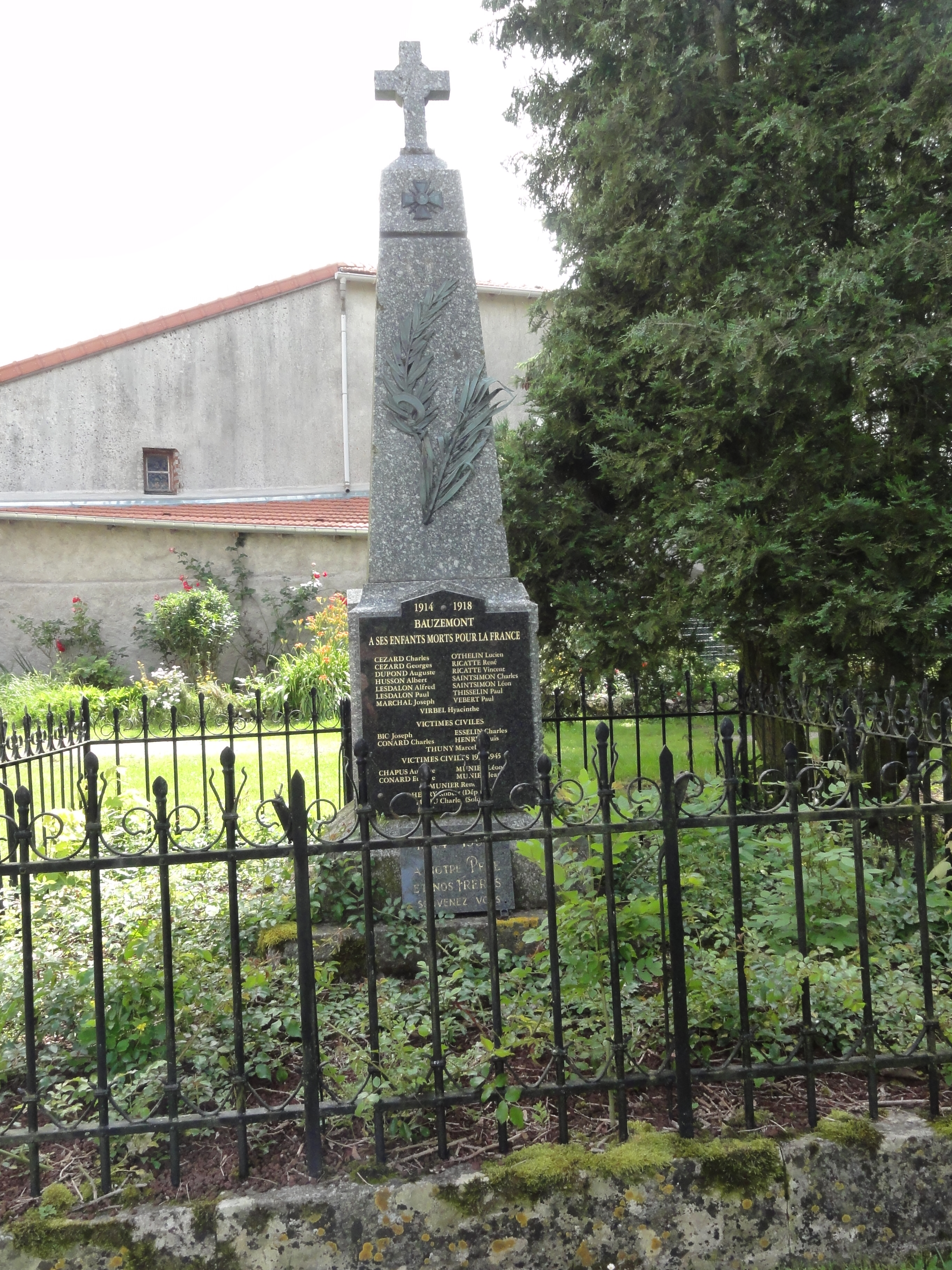
Monument aux morts.
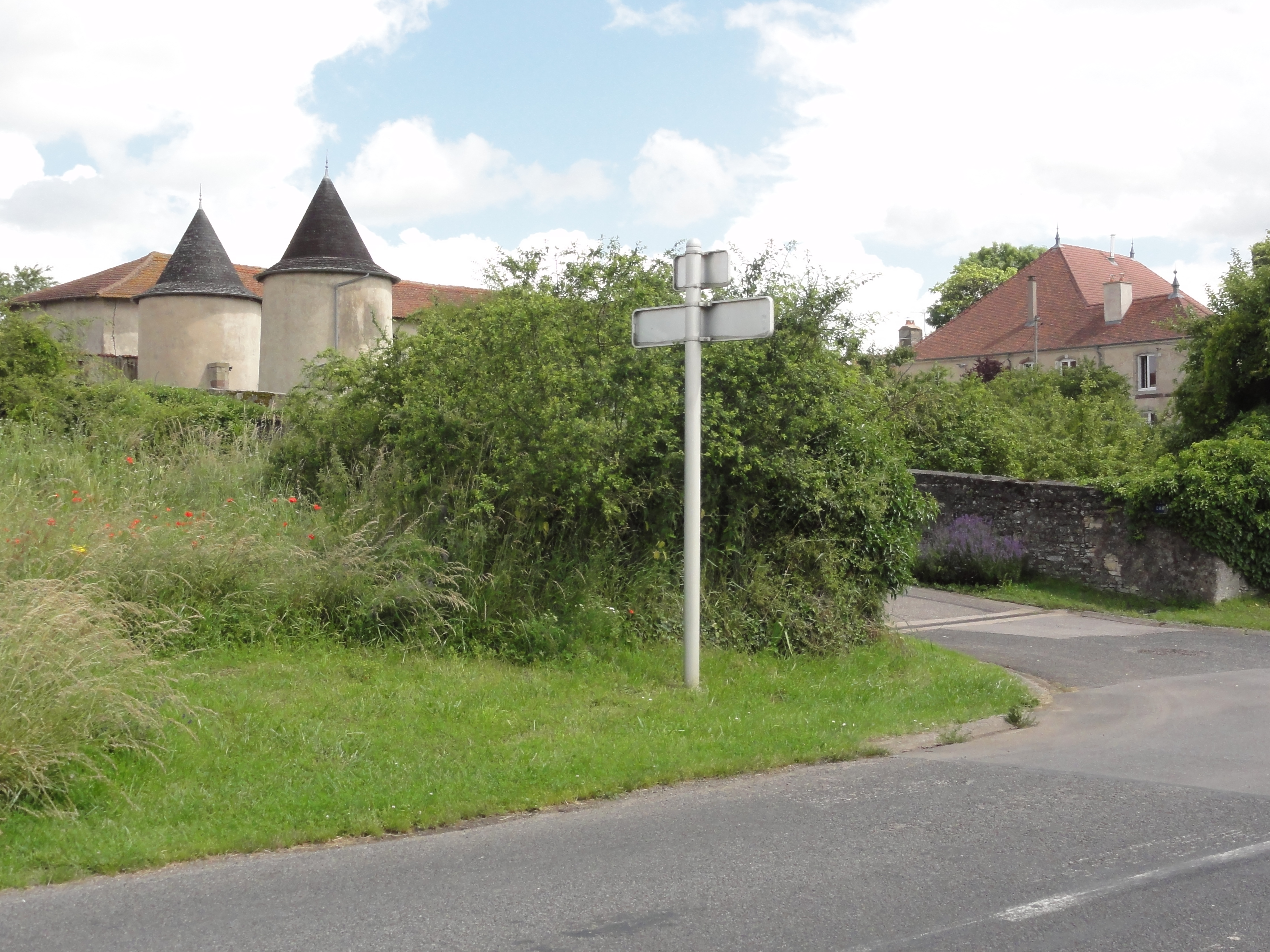
Château.
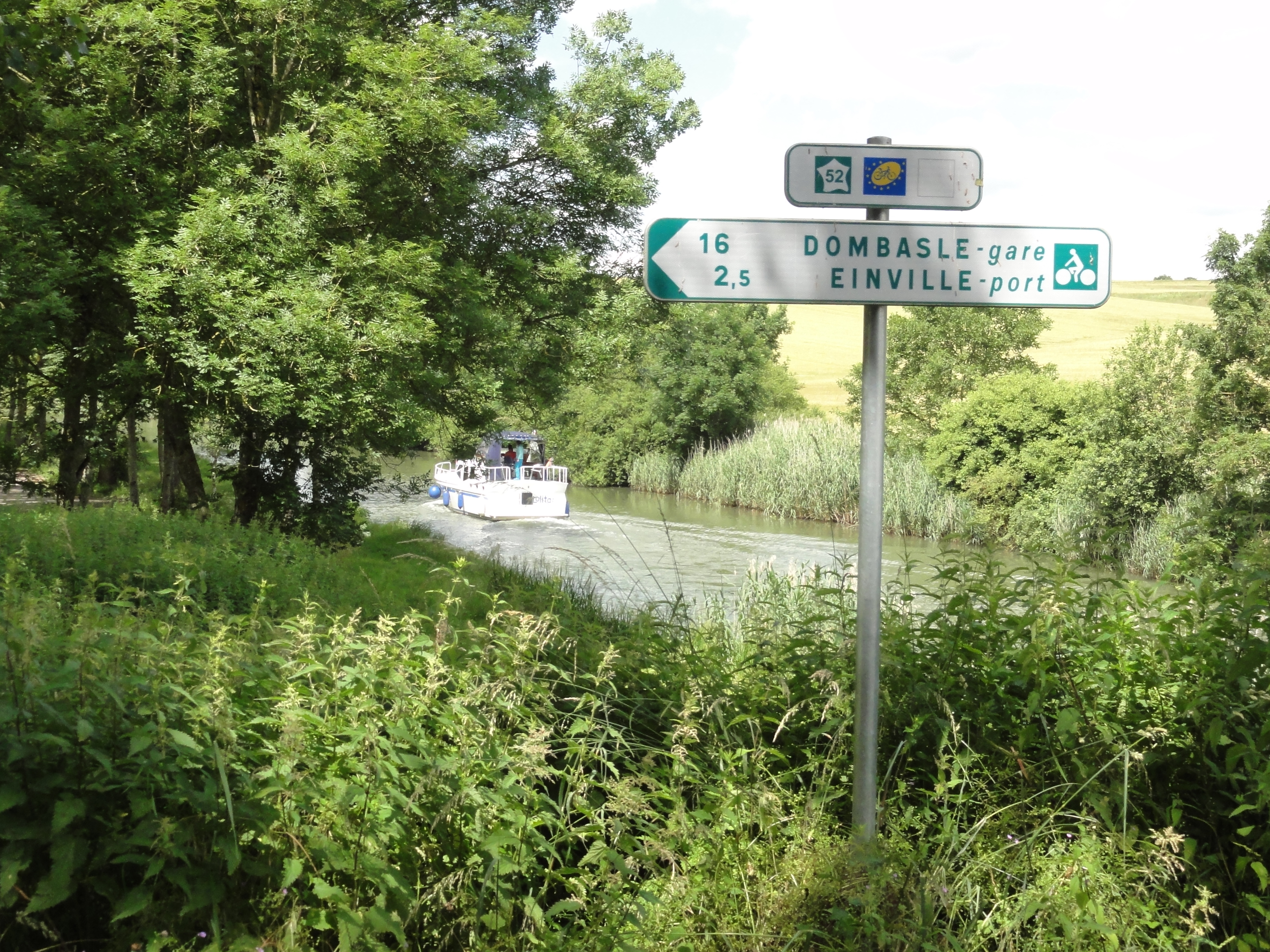
Voie verte du canal de la Marne au Rhin.
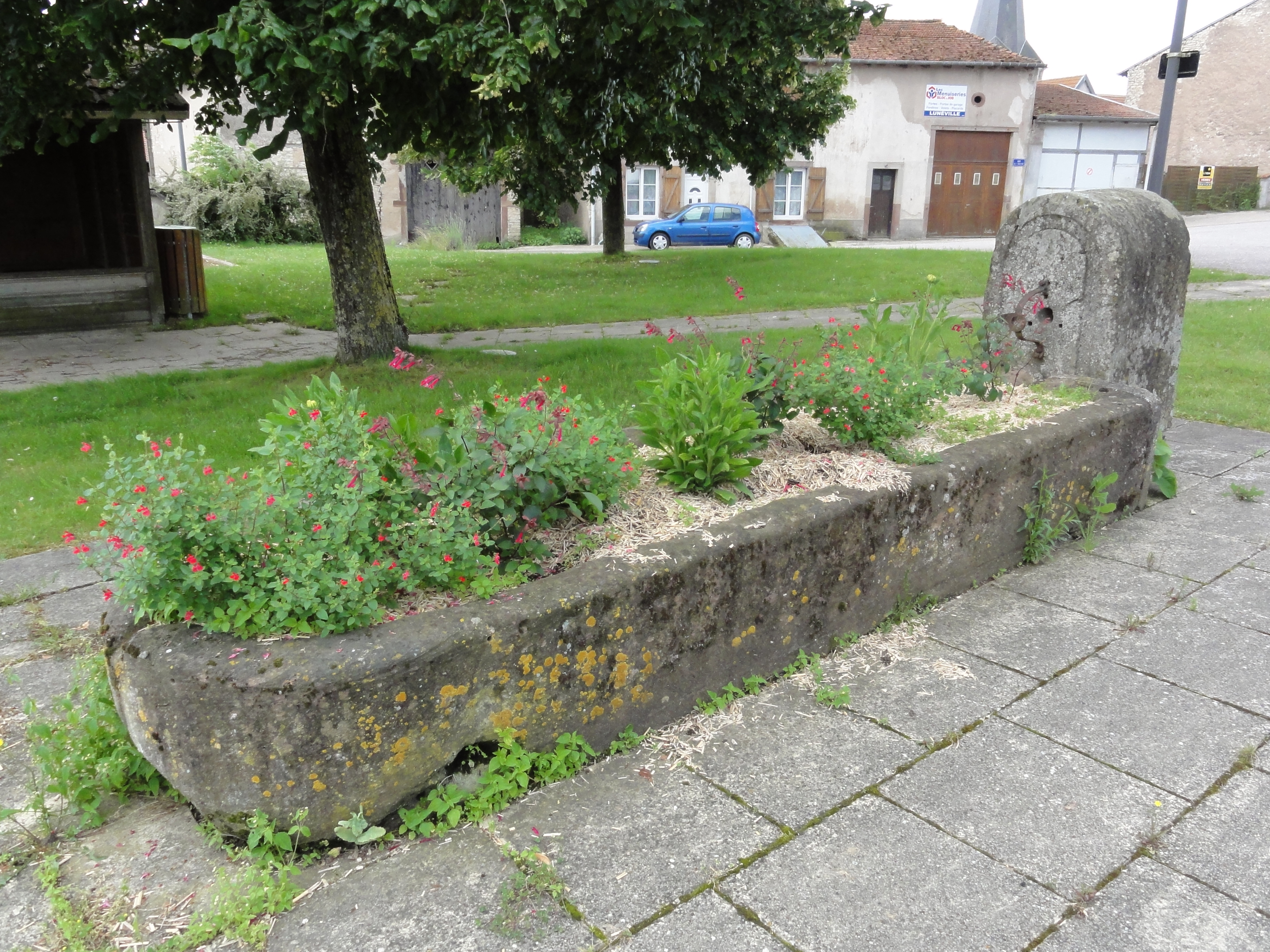
Fontaine fleuri.

### Héraldique
| Blason de Bauzemont | Blason  | D'azur à la clé d'argent en pal.                 |
| Blason de Bauzemont | Détails | Le statut officiel du blason reste à déterminer. |